# Haus An der Frauenkirche 14

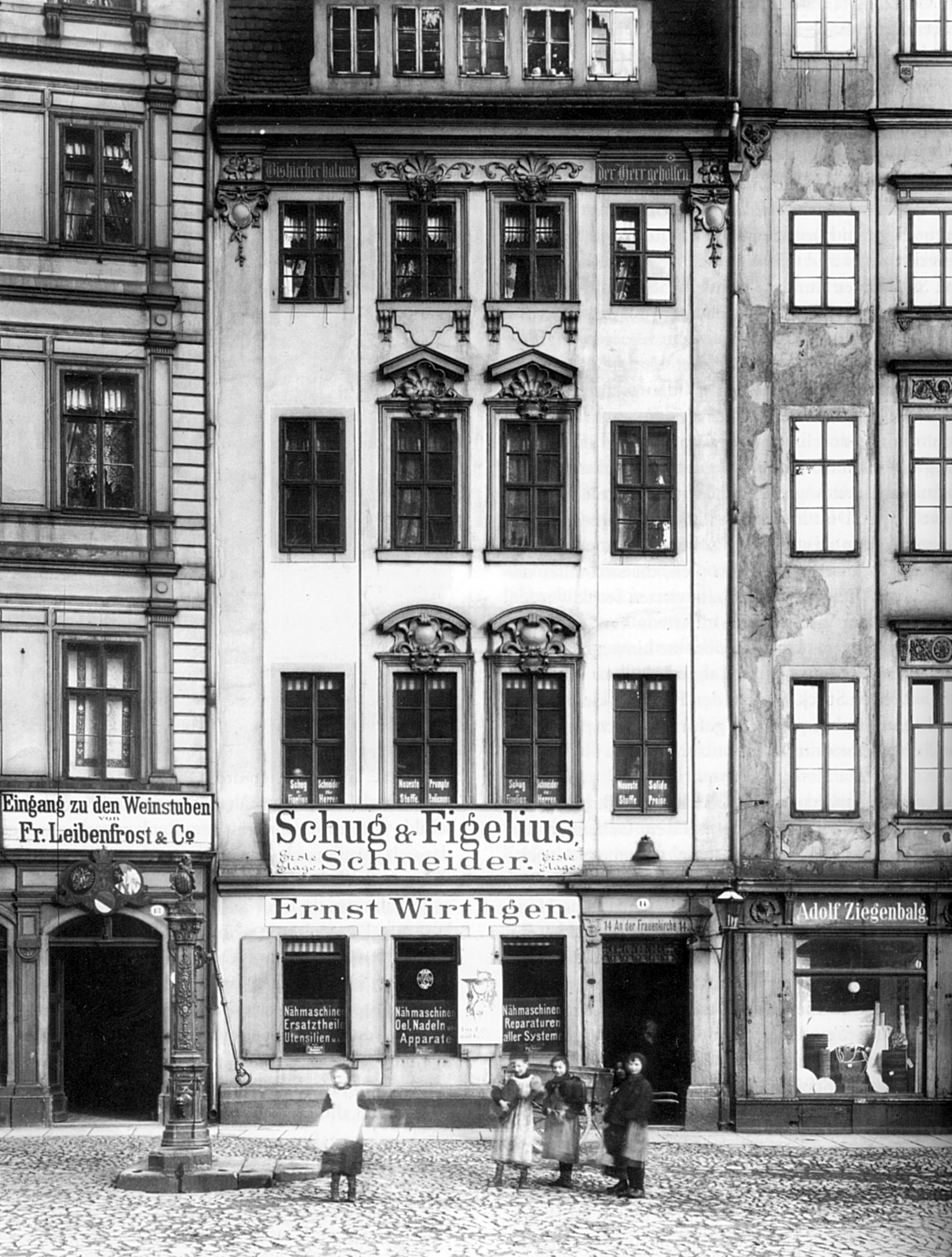
An der Frauenkirche 14

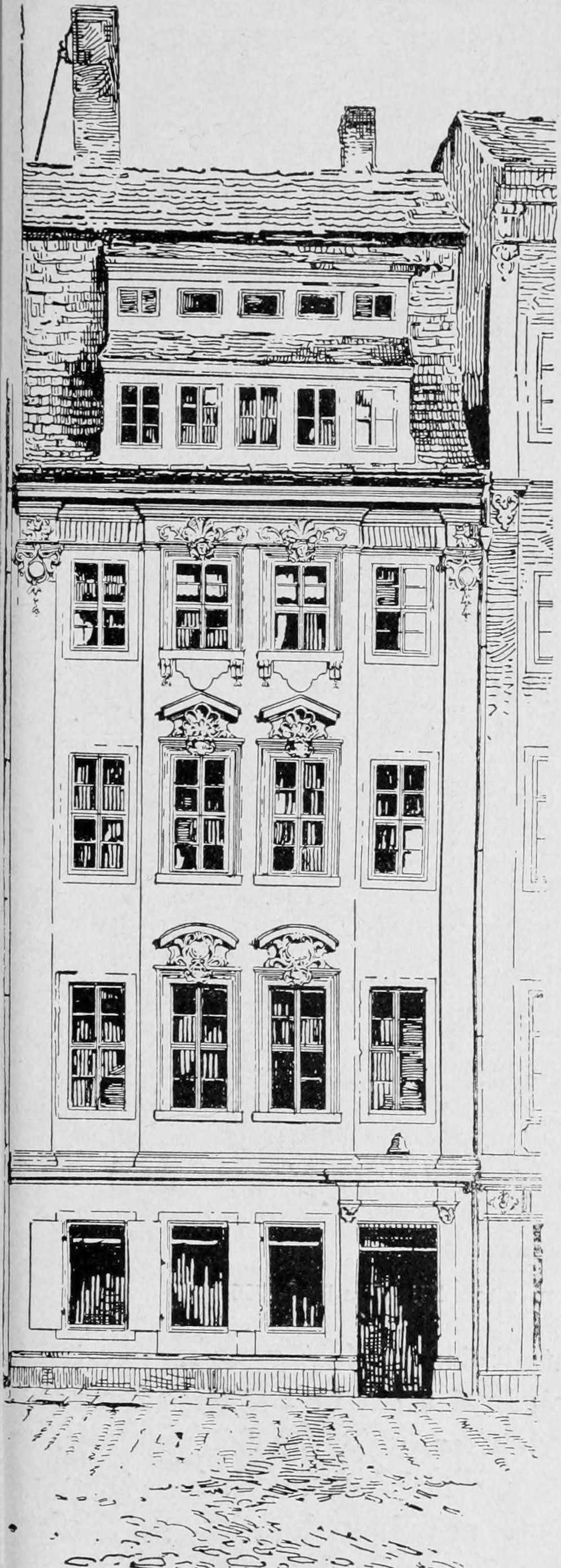
Haus zur Glocke

Das Haus An der Frauenkirche 14 („Zur Glocke“) in Dresden war ein barockes Wohnhaus, das 1708/09 nach Entwürfen von Georg Haase erbaut wurde. Das Gebäude wurde 1760 durch preußischen Beschuss im Siebenjährigen Krieg zerstört und später mit verändertem Dach und neuem Dekor wieder aufgebaut. Bei der Bombardierung Dresdens 1945 wurde das Haus wieder zerstört. 2006 wurde das Gebäude rekonstruiert wieder aufgebaut.

## Beschreibung

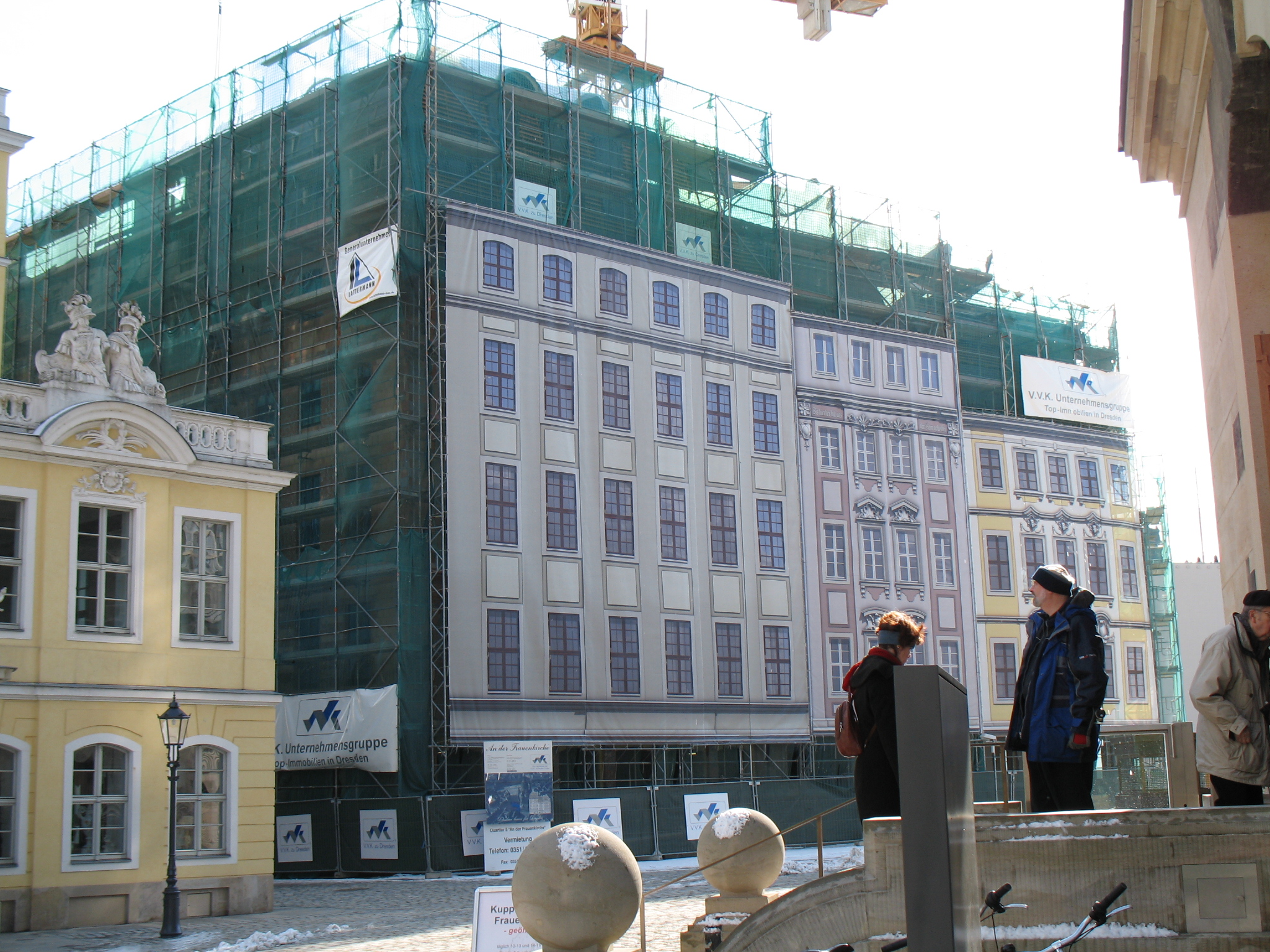
Bau der Rekonstruktion (2006)

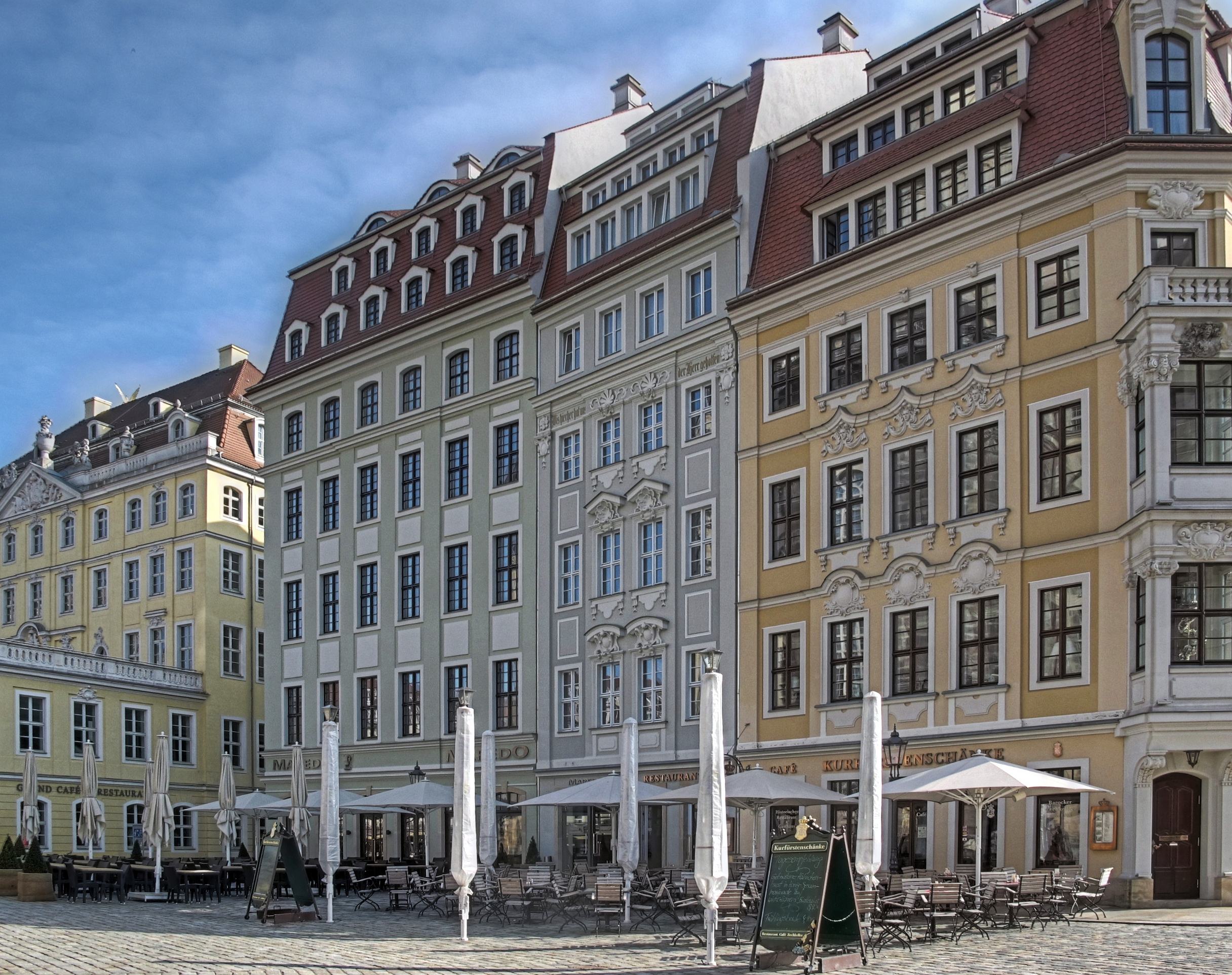
2011, wieder aufgebaut

Das Gebäude wurde am 12. Juli 1708 von Marina Elisabeth Copinus an ihren Ehemann veräußert, den Rot- und Glockengießer Christian Copinus. Das Gebäude war vier Achsen breit und vier Geschosse hoch. Der Bau wurde von einem Mansarddach mit zwei fünfteiligen Schleppgaupen abgeschlossen. An den Seiten wurde die Fassadenfront durch zwei lange schmale Lisenen mit Phantasiekapitellen eingefasst. Die Kapitelle bestanden aus einer ovalen Kartusche, deren obere Ausläufer zu Voluten eines ionischen Kapitells wurden. Darunter befanden sich zweiteilige Blumengehänge. Durch eine Vorlage wurden die beiden mittleren Achsen zu einem Risalit zusammengefasst. Die Fenster zeigten glatte Fenstergewände, dazwischen waren rechteckige Putzfelder gesetzt. Die Fenster der Mittelvorlage waren aufwändig profiliert und zeigten Verdachungen mit darunter befindlichem Schmuckwerk. Kleinere Kartuschen waren als Schlussstein über den Fensterstürzen angebracht. Im ersten Stock befanden sich unter einer Segmentbogenverdachung Kartuschen mit Rankenwerk. Die Fenster des zweiten Obergeschosses wurden von Dreiecksgiebeln bekrönt, die mit großen dekorativen Muscheln und Ranken gefüllt waren. Den Fenstern des dritten Stockes waren noch Konsolen und lambrequinartige Putzfelder unterlegt. Über den Fenstern des dritten Stockes befanden sich keine Verdachungen mehr, sondern Muscheln, die von Rankenwerk umgeben waren. Sie fanden ihren Ansatz in Fensterschlusssteinen, die als Frauenkopf ausgeformt waren.
Das Gebäude wird vom Haus „Zum Schwan“ flankiert.